# ベルギーの在外公館の一覧

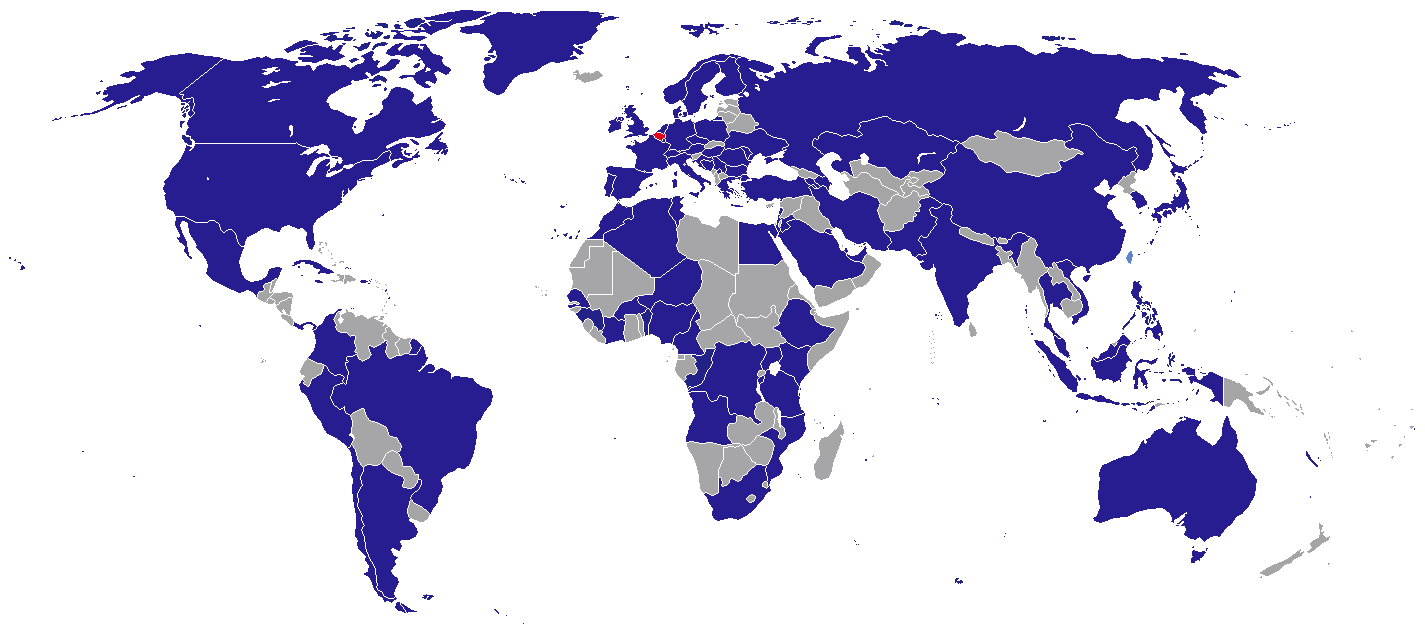
ベルギーの在外公館が設置されている国

ベルギーの在外公館の一覧では、ベルギーが派遣している外交使節団（大使館、総領事館、政府代表部等）を挙げる（名誉総領事館を除く）。ベルギーの外交は、ベルギー国家と、オランダ語圏のフランデレン地域の二重の外交ネットワークを持つという特徴がある。通常二つの外交機関は同一箇所に設置されている。

## アジア
- アラブ首長国連邦
  - 在アラブ首長国連邦大使館 (アブダビ)
- イスラエル
  - 在イスラエル大使館 (テルアビブ)
  - 在エルサレム総領事館 (エルサレム)
- イラン
  - 在イラン大使館 (テヘラン)
- インド
  - 在インド大使館 (ニューデリー)
  - 在ムンバイ総領事館 (ムンバイ)
- インドネシア
  - 在インドネシア大使館 (ジャカルタ)
- カタール
  - 在カタール大使館 (ドーハ)
- カザフスタン
  - 在カザフスタン大使館 (アスタナ)
- 韓国
  - 在大韓民国大使館 (ソウル)
- キプロス
  - 在キプロス大使館 (ニコシア)
- キルギス
  - 在クウェート大使館 (クウェート市)
- サウジアラビア
  - 在サウジアラビア大使館 (リヤド)
- シリア
  - 在シリア大使館 (ダマスカス)
- シンガポール
  - 在シンガポール大使館 (シンガポール)
- タイ
  - 在タイ大使館 (バンコク)
- 中華人民共和国
  - 在中華人民共和国大使館 (北京)
  - 在広州総領事館 (広州)
  - 在上海総領事館 (上海)
  - 在香港総領事館 (香港)
- トルコ
  - 在トルコ大使館 (アンカラ)
  - 在イスタンブール総領事館 (イスタンブール)
- 日本
  - 在日本国大使館 (東京)
- バーレーン
  - 在バーレーン大使館 (マナーマ)
- パキスタン
  - 在パキスタン大使館 (イスラマバード)
- フィリピン
  - 在フィリピン大使館 (マニラ)
- ベトナム
  - 在ベトナム大使館 (ハノイ)
- マレーシア
  - 在マレーシア大使館 (クアラルンプール)
- ヨルダン
  - 在ヨルダン大使館 (アンマン)
- レバノン
  - 在レバノン大使館 (ベイルート)
- 中華民国 (台湾)
  - 在台北ベルギー事務所　(台北市)

## ヨーロッパ
- アイルランド
  - 在アイルランド大使館 (ダブリン)
- イタリア
  - 在イタリア大使館 (ローマ)
- ウクライナ
  - 在ウクライナ大使館 (キエフ)
- イギリス
  - 在英国大使館 (ロンドン)
- エストニア
  - 在エストニア大使館 (タリン)
- オーストリア
  - 在オーストリア大使館 (ウィーン)
- オランダ
  - 在オランダ大使館 (ハーグ)
- ギリシャ
  - 在ギリシャ大使館 (アテネ)
- クロアチア
  - 在クロアチア大使館 (ザグレブ)
- コソボ
  - 在コソボ外交事務所 (プリシュティナ)
- スイス
  - 在スイス大使館 (ベルン)
  - 在ジュネーブ総領事館 (ジュネーヴ)
- スウェーデン
  - 在スウェーデン大使館 (ストックホルム)
- スペイン
  - 在スペイン大使館 (マドリッド)
  - 在バルセロナ領事館 (バルセロナ)
  - 在パルマ・デ・マヨルカ領事館 (パルマ・デ・マヨルカ)
  - 在アリカンテ領事館 (アリカンテ)
  - 在サンタ・クルス・デ・テネリフェ領事館 (サンタ・クルス・デ・テネリフェ)
- スロバキア
  - 在スロバキア大使館 (ブラチスラヴァ)
- スロベニア
  - 在スロベニア大使館 (リュブリャナ)
- セルビア
  - 在セルビア大使館 (ベオグラード)
- チェコ
  - 在チェコ大使館 (プラハ)
- デンマーク
  - 在デンマーク大使館 (コペンハーゲン)
- ドイツ
  - 在ドイツ大使館 (ベルリン)
  - 在ケルン領事館 (ケルン)
- ノルウェー
  - 在ノルウェー大使館 (オスロ)
- バチカン
  - 在バチカン大使館 (バチカン)
- ハンガリー
  - 在ハンガリー大使館 (ブダペスト)
- フィンランド
  - 在フィンランド大使館 (ヘルシンキ)
- フランス
  - 在フランス大使館 (パリ)
  - 在リール総領事館 (リール (フランス))
  - 在ストラスブール総領事館 (ストラスブール)
- ブルガリア
  - 在ブルガリア大使館 (ソフィア)
- ポーランド
  - 在ポーランド大使館 (ワルシャワ)
- ポルトガル
  - 在ポルトガル大使館 (リスボン)
- マルタ
  - 在マルタ大使館 (バレッタ)
- ラトビア
  - 在ラトビア大使館 (リガ)
- リトアニア
  - 在リトアニア大使館 (ヴィリニュス)
- ルーマニア
  - 在ルーマニア大使館 (ブカレスト)
- ルクセンブルク
  - 在ルクセンブルク大使館 (ルクセンブルク市)
- ロシア
  - 在ロシア大使館 (モスクワ)

## 北米
- アメリカ合衆国
  - 在アメリカ合衆国大使館 (ワシントンD.C.)
  - 在アトランタ総領事館 (アトランタ)
  - 在ロサンゼルス総領事館 (ロサンゼルス)
  - 在ニューヨーク総領事館 (ニューヨーク)
- カナダ
  - 在カナダ大使館 (オタワ)
  - 在トロント総領事館 (トロント)
  - 在モントリオール領事館 (モントリオール)
- キューバ
  - 在キューバ大使館 (バハマ)
- コスタリカ
  - 在コスタリカ使館 (サンホセ)
- ジャマイカ
  - 在ジャマイカ大使館 (キングストン)
- メキシコ
  - 在メキシコ大使館 (メキシコシティ)

## 南米
- アルゼンチン
  - 在アルゼンチン大使館 (ブエノスアイレス)
- コロンビア
  - 在コロンビア大使館 (ボゴタ)
- チリ
  - 在チリ大使館 (サンティアゴ・デ・チレ)
- ブラジル
  - 在ブラジル大使館 (ブラジリア)
  - 在サンパウロ総領事館 (サンパウロ)
  - 在リオデジャネイロ領事館 (リオデジャネイロ)
- ベネズエラ
  - 在ベネズエラ大使館 (カラカス)

## アフリカ
- アルジェリア
  - 在アルジェリア大使館 (アルジェ)
- アンゴラ
  - 在アンゴラ大使館 (ルアンダ)
- ウガンダ
  - 在ウガンダ大使館 (カンパラ)
- エジプト
  - 在エジプト大使館 (カイロ)
  - 在アレキサンドリア総領事館 (アレキサンドリア)
- エチオピア
  - 在エチオピア大使館 (アディスアベバ)
- ガボン
  - 在ガボン大使館 (リーブルヴィル)
- カメルーン
  - 在ヤウンデ領事館 (ヤウンデ)
- ケニア
  - 在ケニア大使館 (ナイロビ)
- コートジボワール
  - 在コートジボワール大使館 (アビジャン)
- コンゴ共和国
  - 在コンゴ共和国大使館 (ブラザヴィル)
- コンゴ民主共和国
  - 在コンゴ民主共和国大使館 (キンシャサ)
  - 在ルブンバシ総領事館 (ルブンバシ)
- セネガル
  - 在セネガル大使館 (ダカール)
- タンザニア
  - 在タンザニア大使館 (ダルエスサラーム)
- チュニジア
  - 在チュニジア大使館 (チュニス)
- ナイジェリア
  - 在ナイジェリア大使館 (アブジャ)
- ブルキナファソ
  - 在ブルキナファソ大使館 (ワガドゥグー)
- ブルンジ
  - 在ブルンジ大使館 (ブジュンブラ)
- マリ
  - 在マリ大使館 (バマコ)
- 南アフリカ共和国
  - 在南アフリカ共和国大使館 (プレトリア)
  - 在ケープタウン総領事館 (ケープタウン)
  - 在ヨハネスブルグ総領事館 (ヨハネスブルグ)
- モロッコ
  - 在モロッコ大使館 (ラバト)
  - 在カサブランカ総領事館 (カサブランカ)
  - 在タンジェ領事館 (タンジェ)
- リビア
  - 在リビア大使館 (トリポリ)
- ルワンダ
  - 在ルワンダ大使館 (キガリ)

## オセアニア
- オーストラリア
  - 在オーストラリア大使館 (キャンベラ)

## 国際機関代表部
- 国際連合代表部 (ニューヨーク)
- 欧州連合代表部 (ブリュッセル)
- 北大西洋条約機構代表部 (ブリュッセル)
- 欧州評議会代表部 (ストラスブール)
- 食料農業機関代表部 (ローマ)
- ジュネーブ国際連合・国際機関代表部 (ジュネーヴ)
- 国際連合教育科学文化機関・経済協力開発機構代表部  (パリ)
- ウィーン国際機関代表部 (ウィーン)